# August Bebels Taschenuhr
August Bebels Taschenuhr ist eine goldene Taschenuhr, die einmal dem SPD-Vorsitzenden August Bebel gehört hat. Die Uhr wurde Willy Brandt als Vertreter der SPD im Jahr 1963 von Schweizer Sozialdemokraten und Jahre später als Vorsitzenden der SPD von Herbert Wehner übergeben. Brandt kündigte 1982 an, die Taschenuhr an seinen Nachfolger im Parteivorsitz weiterzugeben. Tatsächlich behielt er sie nach seinem Rücktritt im Jahr 1987 aber zunächst; 1988 überließ er sie der Friedrich-Ebert-Stiftung. Heute wird die Uhr mit Brandts Nachlass im Archiv der sozialen Demokratie der Friedrich-Ebert-Stiftung in Bonn aufbewahrt.

## Geschichte

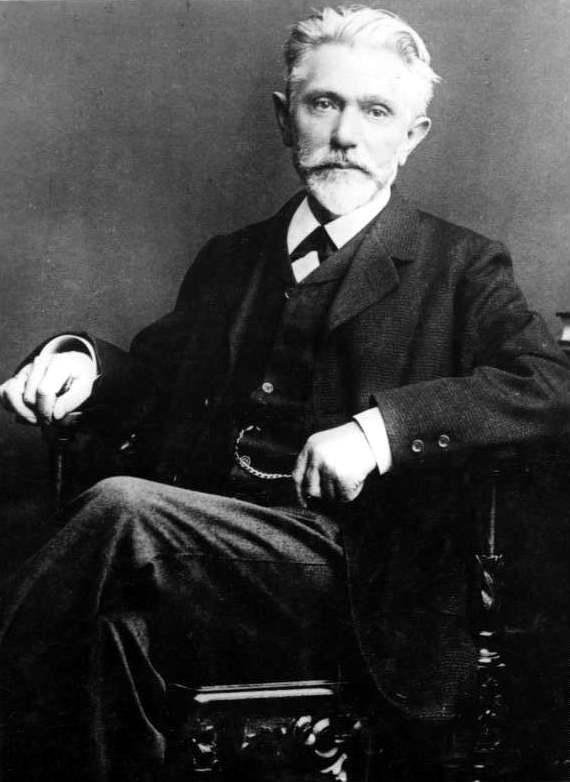
August Bebel mit einer Taschenuhr in der Westentasche, Fotografie von Karl Pinkau

Der im Alter wohlhabende August Bebel verschenkte an Freunde und möglicherweise auch an Geschäftspartner eine unbestimmte Zahl goldener Taschenuhren. Eine dieser Taschenuhren schenkte er seinem Freund Otto Lang, einem Zürcher Oberrichter und Mitbegründer der Sozialdemokratischen Partei der Schweiz (SP) und der sozialdemokratischen Zürcher Tageszeitung Volksrecht. Nach Langs Tod im Jahr 1936 kam sie in den Besitz von Albert Bader, einem Vertrauensmann der Sozialdemokraten in Zürich. Dessen Witwe übergab sie der Zürcher Sozialdemokratischen Partei.
1963 besuchte Willy Brandt, seinerzeit stellvertretender Vorsitzender der Sozialdemokratischen Partei Deutschlands und Regierender Bürgermeister von Berlin, anlässlich des 50. Todestags das Grab August Bebels in Zürich. Der Vorstand der Sozialdemokratischen Partei Zürich überreichte ihm – als Vertreter der Sozialdemokratischen Partei Deutschlands – am 13. August 1963 die Taschenuhr aus dem Besitz von Otto Lang als „Zeichen der Freundschaft“ zwischen den beiden Parteien. Brandt übergab sie nach seiner Rückkehr dem SPD-Parteivorstand.
Am 17. und 18. Dezember 1966 fand in Bad Godesberg eine Parteikonferenz der SPD unter dem Motto „Stabilität und Wachstum im Innern – Sicherheit und Handlungsfähigkeit nach außen“ statt. Die etwa 700 Delegierten besprachen die mit den Unionsparteien getroffenen Vereinbarungen zur Bildung einer Großen Koalition. Willy Brandt war nun Vorsitzender der SPD und seit wenigen Wochen Vizekanzler der Bundesrepublik Deutschland. Am 18. Dezember 1966 feierte Brandt seinen 53. Geburtstag. Herbert Wehner überreichte ihm am Vormittag die Taschenuhr mit dem Hinweis, „dass sie bei niemandem in besseren Händen ist als in deinen Händen. Dies ist die Uhr August Bebels, und du wirst sie gut verwahren.“ Wehners Worte bei der Überreichung der Uhr lassen offen, ob die Uhr ein Geschenk der Partei an Willy Brandt oder in Zukunft eine Insigne des jeweiligen Parteivorsitzenden sein sollte. In Brandts Redenotizen heißt es: „Bebels Uhr – am 13/8 63 mir zu treuen Händen – von mir wieder zu treuen Händen der Partei. Schönes Zeichen der Kontinuität bei allem Wechsel“. In seinem Schlusswort zum Ende der Konferenz sagte Brandt: „Diese Uhr wird von mir zu gegebener Zeit wieder zu treuen Händen der Partei überantwortet werden.“

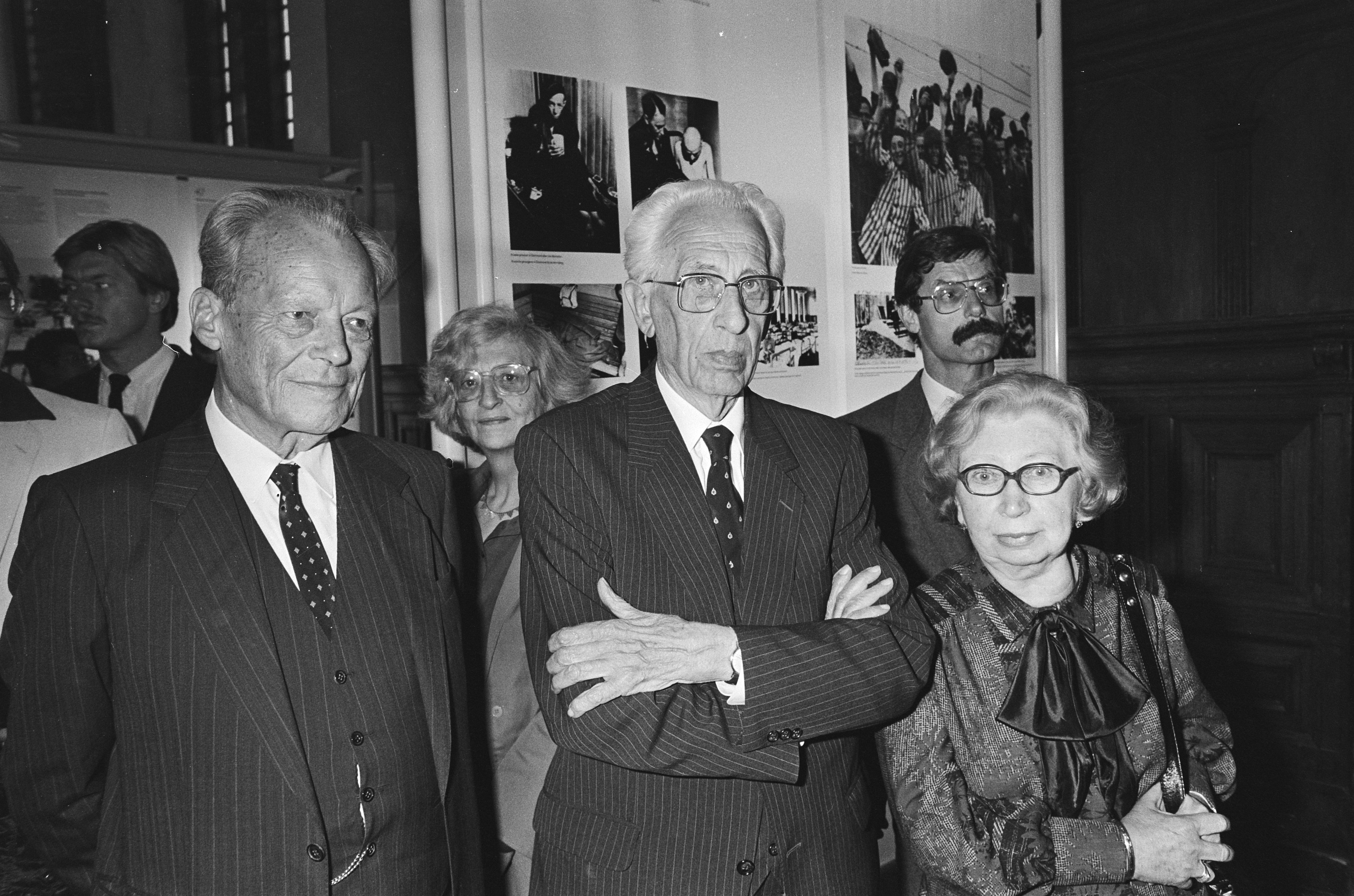
Willy Brandt am 12. Juni 1985 bei der Eröffnung einer Ausstellung zum Gedenken an Anne Frank, die Uhrkette an seiner Weste. Neben ihm Jan und Miep Gies.

Im ersten Kapitel seiner 1982 erschienenen Autobiografie „Links und frei. Mein Weg 1930–1950“ beschrieb Brandt die Umstände der Übergaben der Taschenuhr und seine Absicht, die Uhr an seine Nachfolger weiterzugeben: „Am 13. August 1963, zum 50. Todestag, stand ich auf dem Zürcher Friedhof, wo er – ganz in der Nähe Gottfried Kellers – seine letzte Ruhestätte gefunden hat. Schweizer Freunde brachten mir eine goldene Uhr, die Bebel hinterlassen hatte. Sie ging noch gut. Meine Partei hat sie mir zu treuen Händen überlassen. Sie wird an die nächsten Vorsitzenden der deutschen Sozialdemokraten weitergegeben.“ Im August 1982 ließ Brandt sich zeitnah zu der Veröffentlichung des Buches von dem Fotojournalisten Jupp Darchinger mit der Taschenuhr porträtieren. In den folgenden Jahren trug Brandt die Uhr bei repräsentativen Anlässen in der Brusttasche seines Sakkos oder in der Westentasche, so dass die goldene Uhrkette deutlich sichtbar war. Einer dieser Anlässe war 1983 die Feier zu seinem 70. Geburtstag, als er erklärte, die Uhr sei „wieder da, sie war zwischendurch beim Uhrmacher, das gilt dann auch in übertragenen Zusammenhängen, sie geht wieder und sie geht richtig“. Spätere Gelegenheiten waren seine Reise nach Ost-Berlin im September 1985 und die Eröffnung der Feierlichkeiten zur 750-Jahr-Feier Berlins im Jahr 1987.
Anfang 1987 wurde innerhalb der SPD zunehmend die Frage der Nachfolge Brandts diskutiert. Brandt nahm seinerzeit von dem Gedanken Abstand, die Taschenuhr von einem Parteivorsitzenden zum nächsten weiterzugeben: „Das ist kein Wanderpokal“. Brandts Entscheidung, Margarita Mathiopoulos als Kandidatin für das Amt des Parteisprechers zu nominieren, führte zu deutlicher Kritik innerhalb der SPD und am 23. März 1987 zu Brandts Rücktritt vom Parteivorsitz. Am 14. Juni 1987 wurden auf einem Parteitag Brandt zum Ehrenvorsitzenden auf Lebenszeit und Hans-Jochen Vogel zum Parteivorsitzenden gewählt. Brandt trug die Taschenuhr während seiner Abschiedsrede demonstrativ in seiner Westentasche und gab sie nicht an seinen Nachfolger weiter.
Im folgenden Jahr überließ Brandt die Taschenuhr mit einem Leihvertrag der Friedrich-Ebert-Stiftung, die sie in der Wanderausstellung „August Bebel 1840–1913. Ein Großer der deutschen Arbeiterbewegung“ des Archivs der sozialen Demokratie präsentierte. Zur Ausstellungseröffnung im Januar 1988 hielt Brandt eine Rede, in der er sich auch über August Bebels Taschenuhr äußerte. Bei einem kürzlichen Aufenthalt in Zürich und durch Recherchen Brigitte Seebacher-Brandts für ihre Bebel-Biographie sei ihm bekannt geworden, dass Bebel mehrere Taschenuhren besessen und sie bei passenden Anlässen weitergereicht habe: „Wir haben es also mit einer, nicht mit der Bebel-Uhr zu tun.“ Brandt hatte in dem Leihvertrag mit der Friedrich-Ebert-Stiftung vereinbart, jederzeit die Rückgabe der Taschenuhr erbitten zu können. Wahrscheinlich ist es dazu nicht gekommen und er hat sie bis zu seinem Tod im Jahr 1992 nicht mehr getragen.
Seit April 1992 war Bebels Taschenuhr in der Gedenkstätte Goldener Löwe in Eisenach ausgestellt, wo 1869 der Gründungskongress der Sozialdemokratischen Arbeiterpartei stattgefunden hatte. Nachdem Willy Brandts Nachlass in das Willy-Brandt-Archiv im Archiv der sozialen Demokratie der Friedrich-Ebert-Stiftung in Bonn überführt worden war, kehrte auch Bebels Taschenuhr nach Bonn zurück. 1998 ging sie als Leihgabe in die Ständige Ausstellung der Bundeskanzler-Willy-Brandt-Stiftung im Schöneberger Rathaus in Berlin. Nach einem versuchten Diebstahl im Jahr 2003 wurde für die Ausstellung ein Replikat angefertigt. Das Original wird wieder als Teil des Nachlasses im Bonner Willy-Brandt-Archiv aufbewahrt.

## Beschreibung
Die Uhr hat ein weißes, emailliertes Zifferblatt mit arabischen Ziffern, separatem Sekundenzeiger unterhalb der Mitte und ohne Herstellerangabe. Das Zifferblatt ist nur mit einem Glas und nicht mit einem Metalldeckel abgedeckt. Die Aufzugswelle steht senkrecht und die Krone befindet sich oben, bei der Zahl 12. Das Gehäuse und die daran angebrachte Uhrkette bestehen aus 585er Gold. Der Rückendeckel trägt außen als Gravur die ineinander verschlungenen Initialen Otto Langs. Unter dem aufklappbaren Rückendeckel ist auf der Werkabdeckung die Gravur „August Bebel“ angebracht. Ob diese Gravur bereits von Bebel veranlasst wurde, ist fraglich.
Rücken- und Werkdeckel der Uhr tragen neben mehreren nicht identifizierbaren Reparaturzeichen von Uhrmachern eine übereinstimmende Seriennummer. Beide Bauteile tragen zudem die seit dem 1. Januar 1888 nach dem Gesetz über den Feingehalt von Gold- und Silberwaren vorgeschriebenen deutschen Goldstempel mit Sonne und Reichskrone, einen 585er Feingehaltstempel und ein Eichhörnchen als Schweizer Punze für 585er Gold. Die Bildmarke des Uhren- und Spieldosenherstellers Mermod Frères aus Sainte-Croix im Kanton Waadt befindet sich auf der Innenseite der Werkabdeckung. Die zweizeilige Gravur „PAT.5.DEC. / 99.“ im Inneren bezeichnet ein am 5. Dezember 1899 registriertes US-amerikanisches Patent des Schweizer Uhrmachers Felipe Hecht. Der Entwurf Hechts war in der Schweiz von 1904 bis 1919 rechtlich geschützt, wodurch die Produktion der Uhr auf den Zeitraum von 1904 bis zu Bebels Tod im Jahr 1913 festgelegt werden kann.

## Rezeption und Nachwirkung
Helmut Schmidt hatte die Taschenuhr bereits auf der Delegiertenkonferenz von 1966 als „königliches Geschenk“ bezeichnet. In einer Vorlage für die Sitzung der SPD-Bundestagsfraktion am 6. Mai 1968 regte Schmidt als Fraktionsvorsitzender an, „eine Tradition August Bebels wieder aufzunehmen und älteren Fraktionsmitgliedern, die dem Bundestag längere Zeit angehören, eine goldene Uhr zu schenken“. Dazu entwarf Schmidt ein Punktesystem, mit dem Kandidaten unter Berücksichtigung von Lebensalter und Dauer der Zugehörigkeit zum Bundestag ausgewählt werden sollten. Der Vorschlag wurde nicht verwirklicht.
Der Schriftsteller Günter Grass, ein Weggefährte und prominenter Unterstützer Brandts im Wahlkampf zur Bundestagswahl 1969, spielte in mehreren Werken auf Bebels Taschenuhr an. So in Aus dem Tagebuch einer Schnecke aus dem Jahr 1972: „Seit ein paar Jahren trägt Willy Brandt Bebels Taschenuhr, die immer noch geht“ und „Der Mann mit Bebels Taschenuhr drängt“. Auch in seinem 1977 veröffentlichten Roman Der Butt gibt Grass August Bebels Taschenuhr Raum. Im Kapitel Im Siebten Monat besucht August Bebel die Familie Stubbe in ihrer Arbeiterkate und wird von Lena bekocht. Bebel zieht zunächst ungeduldig wiederholt seine Uhr aus der Tasche, kommt aber beim Essen zur Ruhe. Lenas Ansinnen, Bebel möge ein Vorwort zu ihrem „Proletarischen Kochbuch“ verfassen, weist er mit dürftiger Begründung zurück. Anschließend heißt es im Roman: „Als August Bebel jene goldene Taschenuhr zog, die heute der Vorsitzende der SPD, Willy Brandt, bei feierlichen Anlässen trägt, setzte Lena ihre Lesebrille ab und blickte wäßrig auf den abgegessenen Tisch“.
Auch nachdem Willy Brandt die Taschenuhr der Friedrich-Ebert-Stiftung übergeben hatte, blieb sie über die deutsche Sozialdemokratie hinaus Teil des kollektiven Gedächtnisses und wurde im politischen Leben immer wieder zum Thema. So fragte Friedrich Küppersbusch, der Moderator des WDR-Politmagazins ZAK, im Februar 1990 anlässlich der Wahl Ibrahim Böhmes zum Vorsitzenden der Sozialdemokratischen Partei in der DDR scherzhaft, ob Bebels Taschenuhr an Böhme im Osten oder Vogel im Westen gehe.
Im Mai 1993 erklärte Johannes Rau als kommissarischer Parteivorsitzender, er wisse nicht, wo sich Bebels Taschenuhr befinde. Zu dieser Zeit war sie in der Gedenkstätte Goldener Löwe in Eisenach und auch in den folgenden Jahren war ihr Verbleib kein Geheimnis. Dennoch beklagte Oskar Lafontaine in seinem 1999 erschienenen Buch Das Herz schlägt links, er sei 1995 „traurig“ darüber gewesen, „dass ich nach meiner Wahl zum SPD-Parteivorsitzenden Bebels goldene Uhr nicht bekam. […] Ich konnte Bebels goldene Uhr daher auch meinem Nachfolger im Parteivorsitz nicht übergeben.“ Lafontaines Nachfolger, Bundeskanzler Gerhard Schröder, erhielt von Brigitte Seebacher-Brandt jene goldene Taschenuhr, die sie ihrem Ehemann zum 75. Geburtstag geschenkt hatte. Diese Uhr hat auf dem Zifferblatt römische Zahlen, auf der Rückseite sind die Initialen Willy Brandts eingraviert. Schröder gab die Uhr zum Ende seiner Amtszeit als Parteivorsitzender wieder an Seebacher-Brandt zurück.
Der Stadtverband Erlangen der SPD verleiht seit 1982 an verdiente Mitglieder als höchste Auszeichnung die „August-Bebel-Uhr“, bei der es sich um ein weiteres Replikat der Taschenuhr Bebels handeln soll. Die Uhr wird alle zwei Jahre verliehen und von Preisträger zu Preisträger weitergereicht.